# Keisha Grey
Keisha Grey(Tampa, Florida; 9 de junio de 1994) es una actriz pornográfica estadounidense.

## Primeros años
Grey nació en Tampa, Florida con el nombre de Kelsey Marie Caproon. Tiene ascendencia americana, irlandesa y española. En su decimosexto cumpleaños, ella perdió su virginidad con su novio guatemalteco, que era la única pareja que tuvo antes de realizar películas para adultos. Ocupó puestos de trabajo en una cafetería y una pizzería antes de trabajar en el porno.

## Carrera
Grey entró en la industria del cine para adultos en agosto de 2013 y se unió a la agencia Motley Models  en diciembre del mismo año. Ella era una fan de la pornografía antes de incorporarse al medio, y sus artistas favoritos eran Sasha Grey y James Deen. Sus agentes dieron con el apellido "Grey" para su nombre artístico porque eran conscientes de su fascinación por Sasha Grey. "Keisha" ha sido su apodo desde la escuela secundaria.
La primera escena interracial de Grey fue en My First Interracial para Blacked.com. Ella hizo su primer Blowbang y Trío chico/chico/chica para la pantalla en la película Keisha, su primera escena anal para Big Anal Asses 3, su primera escena anal interracial fue en Stacked 3, y su primer Gang bang y primera escena de doble penetración para Gangbang Me 2, todos los cuales fueron dirigidos por Mason para los estudios Hard X.

## Premios y nominaciones
| Año  | Ceremonia    | Resultado | Premio                                                           | Trabajo        |
| ---- | ------------ | --------- | ---------------------------------------------------------------- | -------------- |
| 2014 | NightMoves   | Ganadora  | Mejor artista nuevo (edición del editor)                         | —.             |
| 2014 | NightMoves   | Nominada  | Mejor cuerpo                                                     | —              |
| 2015 | Premios AVN  | Nominada  | Mejor actriz revelación                                          | —.             |
| 2015 | Premios AVN  | Nominada  | Mejor escena de sexo oral                                        | Keisha         |
| 2015 | Premios AVN  | Nominada  | Mejor escena de a tres B/B/G (con Mick Blue y James Deen)        | Keisha         |
| 2015 | Premios AVN  | Nominada  | Mejor escena de a tres G/G/B (com Ariana Marie y Manuel Ferrara) | Keisha         |
| 2015 | Premios XBIZ | Nominada  | Mejor artista nuevo                                              | —              |
| 2015 | Premios XBIZ | Nominada  | Mejor escena Non-Feature Release (con Criss Strokes)             | Slut Puppies 8 |
| 2015 | Premios XRCO | Nominada  | Estrella joven                                                   | —              |
| 2015 | Premios XRCO | Nominada  | Sueño de Crema                                                   | —              |